# The Night Herder
Pour plus de détails, voir Fiche technique et Distribution.
The Night Herder est un film muet américain réalisé par Frank Montgomery et sorti en 1911.

## Fiche technique
- Réalisation : Frank Montgomery
- Scénario : Frank Montgomery
- Photographie :
- Montage :
- Producteur : William Selig
- Société de production : Selig Polyscope Company
- Société de distribution : Selig Polyscope Company
- Pays d'origine :  États-Unis
- Langue : film muet avec les intertitres en anglais
- Format : Noir et blanc — 35 mm — 1,33:1 — Muet
- Genre : Western
- Durée :
- Dates de sortie : 
  -  États-Unis : 21 novembre 1911

## Distribution
- Tom Santschi : l'éleveur de nuit
- Frank Clark : First Rustler
- Dell Eagles : Second Rustler
- Mona Darkfeather : la fiancée de l'éleveur de nuit
- Frank Richardson : le ranchman
- Jane Keckley
- Roy Watson : le cuisinier chinois